# Pithecia milleri
Pithecia milleri és una espècie de primat de la família dels pitècids. La seva distribució abasta parts del sud-oest de Colòmbia, el nord-est de l'Equador i, possiblement, el territori adjacent del Perú. Descrit originalment com a espècie per Joel Asaph Allen, el 1987 fou baixat a la categoria de subespècie del saqui monjo (P. monachus) i el 2014 fou restaurat com a espècie a part. Els errors o les deficiències en l'etiquetatge dels exemplars de museus han sembrat la confusió sobre la taxonomia dels saquis. Igual que els altres saquis, en aquesta espècie hi ha diferències de color entre els mascles i les femelles. Els primers són de color negre més fosc i alhora canós, però tenen la cara i els avantbraços marronosos, mentre que les femelles tendeixen més al gris.